# Gian Domenico Borasio
Gian Domenico Borasio, né le 9 juillet 1962 à Novare, est un médecin italien, pionnier de la médecine palliative.

## Biographie
Gian Domenico Borasio naît le 9 juillet 1962 à Novare, dans le Piémont, dans une famille bourgeoise.
Il fait des études de médecine à l'Université de Munich, puis suit une formation en neurologie.
Il est d'abord chercheur en laboratoire, au Max-Planck-Institut à Munich. Ses recherches sur la maladie de Charcot le dirigent naturellement vers la médecine palliative. Il ouvre ainsi en 2004 un Centre interdisciplinaire de soins palliatifs à Munich. Deux ans plus tard, il est nommé à la chaire de soins palliatifs de l'Université de Munich.
Il rejoint le Centre hospitalier universitaire vaudois (CHUV) en 2011 et enseigne la médecine palliative à l'Université de Lausanne. 
Il est père d'un enfant.

## Prix littéraire
2012: Prix Wissensbuch des Jahres (meilleur livre de science de l'année) dans la catégorie Zündstoff (thème explosif) remis pour le livre Über das Sterben..

## Publications

### Comme auteur
- Über das Sterben. Was wir wissen. Was wir tun können. Wie wir uns darauf einstellen. Beck, Munich 2011,  (ISBN 978-3-406-61708-9).
  - (fr) Mourir. Ce que l'on sait, ce que l'on peut faire, comment s'y préparer, Presses polytechniques et universitaires romandes, Lausanne, 2014,  (ISBN 978-2-889-15011-3).

- Selbstbestimmt sterben. Was es bedeutet. Was uns daran hindert. Wie wir es erreichen können. Beck, Munich 2014,  (ISBN 978-3-406-66862-3).
  - (fr) L'autonomie en fin de vie. Le débat allemand, des pistes pour la Suisse, un enjeu pour tous, Presses polytechniques et universitaires romandes, Lausanne, 2017  (ISBN 9782889152223).

### Comme coauteur
- avec Ingeborg Maria Husemeyer: Ernährung bei Schluckstörungen. Eine Sammlung von Rezepten, die das Schlucken erleichtern.
- avec Ralf J. Jox, Katja Kühlmeyer: Leben im Koma. Kohlhammer, Stuttgart 2011.
- avec Hans-Joachim Heßler, Ralf J. Jox, Christoph Meier: Patientenverfügung. Das neue Gesetz in der Praxis. Kohlhammer, Stuttgart 2012.
- avec Franz-Joseph Bormann: Sterben. Dimensionen eines anthropologischen Grundphänomens. De Gruyter, Berlin 2012.
- J. D. Mitchell et G. D. Borasio, « Amyotrophic lateral sclerosis », Lancet (London, England), vol. 369,‎ 16 juin 2007, p. 2031-2041 (ISSN 1474-547X, PMID 17574095, DOI 10.1016/S0140-6736(07)60944-1, lire en ligne, consulté le 18 janvier 2016)
- Maria Wasner, Christine Longaker, Martin Johannes Fegg and Gian Domenico Borasio, "Effects of spiritual care training for palliative care professionals" in Palliative Medicine 2005 19, pages 99–104